# The Bird, the Girl and the Donkey
The Bird, the Girl and the Donkey ist ein Jazzalbum von Dom Minasi. Die wohl 2002 entstandenen Aufnahmen erschienen 2010 auf dem Label Re:konstruKt.

## Hintergrund
Der Gitarrist Dom Minasi nahm das Album mit Blaise Siwula (Altsaxophon), Ras Moshe (Tenorsaxophon), Albey Balgochian (Bass) und Jay Rosen (Schlagzeug) auf. Der Titel des Albums stammt aus einer Pseudofabel, die in den Liner Notes abgedruckt ist, einer Geschichte über ein Mädchen, das eine schwere Last trägt, und den Vogel, der ihr seine Hilfe anbietet. Der Vogel wiederum ruft einen Esel um Hilfe, und der Esel hilft dem Mädchen dabei, die Last an ihr Ziel zu tragen. Minasi beweist seinen Sinn für Humor, als er verrät, dass das Paket all die Noten enthielt, die das Dom Minasi Quintett für die Aufnahme seines Albums benötigte, aber die Moral laute: „Wenn Sie viele Noten spielen wollen, sollten Sie besser einige großartige Noten haben.“
„The Bird, The Girl and The Donkey“ erscheint auf Re:konstruKt, dem in Istanbul ansässigen Label für improvisierte Musik, das auch das Duettalbum Live at the Matt Bevel Institute von Siwula und Minasi aus dem Jahr 2010 veröffentlichte.
Mit dem 2012 erschienenen Album The Bird, the Girl and the Donkey II setzte Minasi die Arbeit mit dieser Gruppe fort, mit Remi Alvarez (Tenorsaxophon, Flöte) und Matt Lavelle (Trompete, Flügelhorn) zum Septett ergänzt.

## Titelliste
- Dom Minasi: The Bird, The Girl and The Donkey (Re:konstruKt)

1. Atmospheric Meeting
2. Stop Ringing Those Damn Bells
3. The Bird, the Girl and the Donkey
4. Hey Cowboy
5. Sonia's Back. No Really, Her Back.

Die Kompositionen stammen von Dom Minasi.

## Rezeption
Nach Ansicht von Dan Bilawsky, der das Album in All About Jazz rezensierte, sei diese Musik wie ein Adrenalinstoß ins Herz, voller Energie, roher Kraft und auch ein wenig schmerzhaft. Dieses Quintett liefere wilde Avantgarde-Musik, die im Grunde von Anfang bis Ende auf Hochtouren laufe. Zwar stehe der Name des Gitarristen Dom Minasi ganz oben auf der Liste der Mitwirkenden, aber die Musik auf dem Album werde von einer kollektiven Präsenz dargeboten; Minasi sei hier tatsächlich eine der am wenigsten dominanten Stimmen. Stattdessen würden der Tenorsaxophonist Ras Moshe und der Altsaxophonist Blaise Siwula für freie Theatralik der Bläser sorgen, die oft den Gitarristen in den Schatten stelle, während Schlagzeuger Jay Rosen den unteren Teil [des Registers] dominiere.
Es sei der Altsaxophonist Blaise Siwula, dessen Präsenz die Musik am deutlichsten präge, meint Bruce Lindsay (All About Jazz); aus seinem Saxophon erklängen intensive, stechende, kreischende Klänge mit echter Energie. Auf „Sonia’s Back, No, Really, Her Back“ sei Siwulas Intensität fast überwältigend, bis er in den letzten Sekunden in ein paar Takte glockenartiger New-Orleans-Phrasen übergeht. Ras Moshes Tenorsaxophon wiederum klinge entspannter, aber dennoch ebenso einfallsreich; er spiele eher längere, komplexere Passagen als Siwula und verleihe dem Klangangriff des Altisten Tiefe. Schlagzeuger Jay Rosen sei ständig damit beschäftigt, seine Ausrüstung voll auszuschöpfen, um die Musik voranzutreiben und seine Mitspieler zu ermutigen. Minasis fette Akkordverwaschungen und zartere Einzeltonmuster würden einen Großteil der Musik untermauern. Wenn er sich nach vorne bewege, biete sein Gitarrensound einen unmittelbaren Kontrast zu den Saxophonen. Minasis flüssiges, sanft metallisches Gitarrenspiel am Ende von „Atmospheric Meeting“ oder in der Mitte von „Stop Ringing Those Damn Bells“ sei herrlich.